# Glaucidium cobanense
El mochuelo guatemalteco (Glaucidium cobanense) es una especie de ave estrigiforme de la familia Strigidae propia del extremo sur de México, Guatemala y Honduras. Anteriormente se consideraba una subespecie del mochuelo gnomo (Glaucidium gnoma).

## Descripción
Tiene un tamaño de 16 a 18 cm,  y su plumaje viene en dos variaciones: una de color café y una de color marrón-rojizo. El cuello y la parte superior de la cabeza tienen manchas pálidas. La cola es de color canela con seis filas de manchas pálidas. La parte inferior es de color blanco con rayas visibles. Los ojos tienen un color amarillo. Carece de mechones encima de la cabeza. 
Aunque existe poca información sobre sus hábitos, es probable que sea parcialmente diurna y que se alimente principalmente de insectos y pequeños vertebrados. G. g. cobanense anida en nidos abandonados de pájaros carpinteros y su nidada consiste de tres a cuatro huevos blancos.

## Área de distribución
Su área de distribución incluye el extremo sur de México, Guatemala y Honduras. 